# Natürliche Arbeitslosenquote
Die natürliche Arbeitslosenquote (auch NRU, für englisch natural rate of unemployment, normale, strukturelle oder gleichgewichtige Arbeitslosenquote) ist eine ökonomische Hypothese, die besagt, dass zu dem im gesamtwirtschaftlichen Gleichgewicht gegebenen Reallohn stets ein gewisses Unterbeschäftigungsniveau besteht, welches aus Informationsmängeln, Mobilitätshemmnissen, Anpassungskosten, demografischen Veränderungen, Zufälligkeiten und ähnlichen Marktunvollkommenheiten resultiert und sich auch kurzfristig nicht beseitigen lässt.
Die Arbeitslosenquote wird auf Grund der Marktunvollkommenheiten nicht auf Null fallen, sondern um ein Niveau pendeln, welches durch die Marktunvollkommenheiten bestimmt ist. Dieses Niveau ist die natürliche Arbeitslosenquote. Sie ist eine langfristig vor allem durch ordnungs- und strukturpolitische Maßnahmen beeinflussbare Größe.
Die natürliche Arbeitslosenquote beschreibt innerhalb der Volkswirtschaftslehre eine nach der Theorie von Milton Friedman für jede Volkswirtschaft spezifische Rate, die dem makroökonomischen Gleichgewicht entspricht, in welchem die erwartete der aktuellen Inflationsrate gleicht. Die natürliche Arbeitslosenquote kann auch als die Arbeitslosenquote verstanden werden, zu der die Wirtschaft auf mittlere Sicht immer wieder zurückkehrt.

## Begriffliche Einordnung

### Einordnung
In der Makroökonomie und ebenso in der makroökonomischen Politik spielt der Begriff der natürlichen Arbeitslosenquote eine zentrale Rolle.
Die natürliche Arbeitslosenquote steht häufig im Zusammenhang mit der Untersuchung von Arbeitslosigkeit.
Es sind zwei Analyseansätze für das Problem der Arbeitslosigkeit denkbar:
- Arbeitslosigkeit als langfristiges Problem (natürliche Arbeitslosenquote)
- Arbeitslosigkeit als kurzfristiges Problem. (zyklische Arbeitslosigkeit)

Die natürliche Arbeitslosenquote einer Volkswirtschaft spricht das normale Niveau an langfristiger Arbeitslosigkeit in einer Volkswirtschaft an. Die jährlichen Schwankungen sind dabei eng mit dem Auf und Ab im Konjunkturverlauf verknüpft. Darum werden diese Abweichungen der Arbeitslosenquote von der natürlichen Arbeitslosenquote als zyklische Arbeitslosigkeit bezeichnet.
Die Abweichungen ergeben sich vor allem durch strukturelle Faktoren, wie der Marktmacht der Unternehmen und institutionelle Faktoren am Arbeitsmarkt. Sie lassen sich durch entsprechende Maßnahmen verringern. Zu den Maßnahmen zählen beispielsweise:
- technologische Weiterentwicklungen, die die Arbeitsplatzsuche erleichtern,
- die Einführung gesetzlicher Mindestlöhne,
- der Zusammenschluss von Arbeitern in Gewerkschaften und
- der Gebrauch von Effizienzlöhnen.[6]

Weitere Auswirkungen auf die natürliche Arbeitslosenquote gehen beispielsweise mit den Ölpreisschocks einher. Das heißt, der Anstieg des Ölpreises führt in der mittleren Frist zu einem Rückgang des Reallohns, der von den Unternehmen gezahlt wird. Somit steigt die natürliche Arbeitslosenquote und die natürliche Produktion sinkt.
Bei der Betrachtung des Zusammenhangs von natürlicher Arbeitslosenquote und der Phillipskurve wird davon ausgegangen, dass es sich bei der natürlichen Arbeitslosenquote um die Arbeitslosenquote handelt, bei der sich tatsächliche und erwartete Inflation entsprechen. Nach Friedmann und Phelps besteht langfristig gesehen keine Beziehung zwischen der Arbeitslosenquote und der Inflationsrate. Die Inflationsrate wird lediglich durch das nominale Wachstum der Geldmenge bestimmt. Die Arbeitslosenquote tendiere unabhängig von der Inflationsrate zur natürlichen Arbeitslosenquote hin.
| | Stephen Nickell Richard Layard (1999) | Elmeskov et al. (1998) | Belot, van Ours (2000/01) | Nickell et al. (2003) | Blanchard, Wolfers (2000) | Bertola et al. (2001) |
| Institutionen |                                       |                        |                           |                       |                           |                       |
| Ersatzquoten | +                                     | +                      | +                         | +                     | +                         | insig.                |
| Arbeitsunfähigkeitsdauer | +                                     | n. a.                  | n. a.                     | +                     | +                         | +                     |
| Organisationsgrad | +                                     | insig.                 | –                         | insig.                | +                         | insig.                |
| Steuern | +                                     | +                      | +                         | +                     | +                         | +                     |
| Koordination | –                                     | –                      | –                         | –                     | –                         | –                     |
| Aktive Arbeitsmarktpolitik | –                                     | –                      | n. a.                     | n. a.                 | insig.                    | insig.                |
| Schocks |                                       |                        |                           |                       |                           |                       |
| Veränderung der Inflationsrate | –                                     | –                      | –                         | insig.                | n. a.                     | –                     |
| Realzins | n. a.                                 | n. a.                  | n. a.                     | n. a.                 | +                         | +                     |
| Import-/Ölpreise | n. a.                                 | n. a.                  | n. a.                     | +                     | n. a.                     | n. a.                 |
| Untersuchte Datensätze |                                       |                        |                           |                       |                           |                       |
| Zeitraum | 1983–1994                             | 1983–1995              | 1960–1995                 | 1961–1992             | 1960–1995                 | 1970–1996             |
| Periodizität | 6 Jahre                               | jährlich               | 5 Jahre                   | jährlich              | 5 Jahre                   | 5 Jahre               |
| Anzahl der untersuchten Länder | 20                                    | 19                     | 18                        | 20                    | 20                        | 20                    |
| Anmerkung: Die Ergebnisse nehmen Bezug auf die jeweils vom Autor präferierten Schätzungen. Abhängige Variable ist die Arbeitslosenquote +(-): nimmt die Variable um eine Einheit zu, so führt dies zum Anstieg (Rückgang) der Arbeitslosenquote; insig.: insignifikant; n. a.: die entsprechende Variable wurde nicht in die Untersuchung einbezogen. |                                       |                        |                           |                       |                           |                       |

### Abgrenzung natürliche Arbeitslosenquote von NAIRU
Die natürliche Arbeitslosenquote ist von der die Inflation nicht beschleunigende Arbeitslosenquote (kurz: NAIRU für Non Accelerating Inflation Rate of Unemployment) abzugrenzen. Die Nairu wird in der Literatur als diejenige Arbeitslosenquote interpretiert, die langfristig mit einer konstanten Inflationsrate einhergeht.

### Kritik am Begriff
Der Begriff der natürlichen Arbeitslosenquote ist umstritten. Die Bezeichnung „natürlich“ lässt vermuten, dass die Arbeitslosenquote wünschenswert oder unvermeidbar ist. Die Bezeichnung meint jedoch, dass diese Art der Arbeitslosigkeit auch langfristig nicht von allein verschwindet.
Die Gründe für eine stets anhaltende Arbeitslosigkeit sind also nicht von Natur aus gegeben, sondern oftmals strukturell bedingt und durch politische Maßnahmen beeinflussbar. Die Bezeichnung der natürlichen Arbeitslosenquote als „strukturelle Arbeitslosigkeit“ wurde erstmals von Edmund S. Phelps vorgeschlagen, konnte sich aber bisher nicht durchsetzen.

## Ermittlung der natürlichen Arbeitslosenquote

### Bestimmungsfaktoren
Die Determinanten der natürlichen Arbeitslosenquote lassen sich nach Dauer und Häufigkeit der Arbeitslosigkeit eingrenzen.
Einerseits hängt die Dauer der Arbeitslosigkeit von konjunkturellen Faktoren und andererseits von den folgenden strukturellen Merkmalen des Arbeitsmarktes ab:
- Arbeitsmarktorganisation, diese beinhaltet beispielsweise das Vorhandensein oder Fehlen von Arbeitsvermittlungsstellen
- demographische Struktur der Erwerbspersonen
- Streben der Arbeitslosen nach einem besseren Arbeitsplatz, dies wiederum steht oftmals im Zusammenhang mit der Verfügbarkeit von Arbeitslosenunterstützung.

Beispiel:
Eine Person gibt freiwillig eine Beschäftigung auf, um mehr Zeit zu haben einen neuen oder auch besseren Arbeitsplatz zu finden (sogenannte Sucharbeitslosigkeit beziehungsweise friktionelle Arbeitslosigkeit). Sind die Stellen alle gleichwertig, so wird der Arbeitssuchende die erste Stelle annehmen, die ihm angeboten wird. Sind jedoch manche Stellen besser als andere, lohnt es sich weiter zu suchen und dafür auch eine Wartezeit in Kauf zu nehmen. Hier kommt die Arbeitslosenunterstützung ins Spiel, je höher diese ist, desto wahrscheinlicher wird es sein, dass die Arbeitssuchenden länger nach einer besseren Arbeit suchen, beziehungsweise dass sie ihre derzeitige Arbeit aufgeben, um eine bessere Stelle zu finden.
Zu den Bestimmungsfaktoren für die Häufigkeit der Arbeitslosigkeit zählen:
- die variable Arbeitsnachfrage verschiedener Unternehmen einer Volkswirtschaft
- die Rate, mit der neue Arbeitskräfte zu den Erwerbspersonen hinzukommen.

Beispiel:
Bei konstanter Gesamtnachfrage wachsen bzw. schrumpfen Unternehmen. Die wachsenden Unternehmen stellen mehr Arbeitskräfte ein, während die schrumpfenden Unternehmen Arbeitskräfte verlieren. Je größer diese unterschiedliche Arbeitsnachfrage zwischen den Unternehmen ist, umso höher ist die Arbeitslosenquote.
Die oben genannten Faktoren ändern sich jedoch im Zeitablauf, hinsichtlich ihrer Wichtigkeit. Die Arbeitsmarktstruktur kann sich ebenso wie die Zahl der Erwerbspersonen ändern. Auch die Variabilität der Arbeitsnachfrage verschiedener Unternehmen kann sich verschieben.

### Herleitung der natürlichen Arbeitslosenquote
In der Theorie wird davon ausgegangen, dass das tatsächliche Preisniveau {\displaystyle P} dem erwarteten Preisniveau {\displaystyle P^{e}} entspricht. Mit dieser Annahme bestimmen die Lohn- und Preissetzung die natürliche Arbeitslosenquote. Im Allgemeinen jedoch weicht das tatsächliche Preisniveau von dem Preisniveau ab, das die an der Lohnsetzung Beteiligten erwarten. Somit entspricht die Arbeitslosenquote nicht notwendigerweise der natürlichen Arbeitslosenquote.
Annahme:
{\displaystyle P^{e}=P}
Durch Einsetzen:
{\displaystyle W=PF(u,z)}
Lohnsetzungsgleichung:
{\displaystyle {\frac {W}{P}}=F{\underset {-,+}{(u,z)}}}
Preissetzungsgleichung:
{\displaystyle {\frac {P}{W}}=1+\mu } bzw. {\displaystyle {\frac {W}{P}}={\frac {1}{1+\mu }}}
Durch die Gleichsetzung von
{\displaystyle {\frac {W}{P}}=F{\underset {-,+}{(u,z)}}} und {\displaystyle {\frac {W}{P}}={\frac {1}{1+\mu }}}
 lässt sich die natürliche Arbeitslosenquote algebraisch wie folgt darstellen:
{\displaystyle F(u_{n},z)={\frac {1}{1+\mu }}}
mit
{\displaystyle P} = tatsächliches Preisniveau
{\displaystyle P^{e}} = erwartetes Preisniveau
{\displaystyle W} = Nominallohn
{\displaystyle u_{n}} = natürliche Arbeitslosenquote
{\displaystyle u} = Arbeitslosenquote
{\displaystyle z} = Strukturvariable auf dem Arbeitsmarkt (diese umfasst alle Merkmale, die die Struktur eines Arbeitsmarktes bedingen, z. B. Arbeitsschutz oder Arbeitsbedingungen)
{\displaystyle \mu } = Gewinnaufschlag
{\displaystyle W/P} = Reallohn